# Corp comutativ

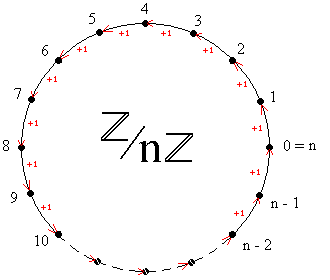
Corp comutativ (pentru n prim)

În matematică un corp comutativ (uneori numit, simplu, corp) este o structură algebrică fundamentală din algebra abstractă. Este o mulțime împreună cu două operații binare, care fac posibile adunări, scăderi, înmulțiri și împărțiri. Mai exact, un corp comutativ este un inel comutativ în care mulțimea elementelor nenule este un grup comutativ pentru înmulțire.
Definiția unui corp diferă la diverși autori, comutativitatea înmulțirii nefiind întotdeauna impusă. Fie corpurile comutative sunt considerate cazuri particulare de corpuri (în cazul în care comutativitatea nu este impusă), fie denumirea de corp comutativ este un pleonasm, și desemnează pur și simplu un corp (în cazul în care este). (V. și corp)
Exemple elementare de corpuri comutative sunt corpul numerelor raționale, notat {\displaystyle \mathbb {Q} } (sau Q), corpul numerelor reale, notat {\displaystyle \mathbb {R} } (sau R), corpul numerelor complexe, notat {\displaystyle \mathbb {C} } (sau C) și corpul {\displaystyle \mathbb {Z} n\mathbb {Z} } din clasele de congruență modulo p unde p este un număr prim, notat și {\displaystyle \mathbb {F} _{p}} (sau Fp).
Teoria corpurilor comutative este cadrul istoric al teoriei lui Galois, o metodă de studiu care se aplică în special corpurilor comutative și extinderilor de corpuri în raport cu teoria grupurilor, dar se extinde și la alte domenii, de exemplu studiul ecuațiilor diferențiale (teoria lui Galois diferențială⁠(d)), sau acoperiri⁠(d).

## Definiții și exemple
Un corp comutativ este o mulțime K împreună cu două legi interne notate în general cu + și ×, care îndeplinesc următoarele condiții:
- (K, +) formează un grup abelian (grup comutativ), al cărui element neutru se notează 0;
- (K\{0}, ×) formează un grup abelian, al cărui element neutru este 1;
- înmulțirea este distributivă fata de adunare (atât la stânga cât și la dreapta), adică

{\displaystyle \forall (a,b,c)\in K^{3}\quad a\times (b+c)=a\times b+a\times c\quad } și {\displaystyle \quad (b+c)\times a=b\times a+c\times a}.
Atunci se vorbește despre corpul comutativ (K, +, ×).
Exemple de corpuri comutative:
- mulțimea numerelor raționale {\displaystyle (\mathbb {Q} ,+,\times )};
- mulțimea numerelor reale {\displaystyle (\mathbb {R} ,+,\times )};
- mulțimea numerelor complexe {\displaystyle (\mathbb {C} ,+,\times )};
- mulțimea numerelor întregi modulo p (prim) {\displaystyle (\mathbb {Z} n\mathbb {Z} ,+,\times )}.

Un subcorp al unui corp comutativ K este o parte L din K, stabilă pentru + și ×, astfel încât L prevăzută cu legile induse este un corp.

## Caracteristici și corpuri prime
Fie 1K unitatea corpului K. Dacă există un număr natural nenul n astfel încât
{\displaystyle n\cdot 1_{K}=\underbrace {1_{K}+1_{K}+\dots +1_{K}} _{{\text{de}}\ n\ {\text{ori}}}=0,}
se numește caracteristică a corpului K cel mai mic număr întreg pozitiv nenul care satisface această proprietate. Dacă nu există un întreg nenul care să verifice această proprietate, se spune că corpul K are caracteristica zero.
De exemplu, corpul {\displaystyle \mathbb {R} } are caracteristica zero, în timp ce corpul {\displaystyle \mathbb {Z} /p\mathbb {Z} } are caracteristica p. Dacă este diferită de zero, caracteristica unui corp este în mod necesar un număr prim. Dacă nu ar fi așa, o factorizare a acestui număr ar oferi divizori nenuli ai lui zero, dar un corp este un domeniu de integritate.
Se spune despre un corp că este prim dacă nu are niciun subcorp în afară de el însuși. Un corp prim infinit este izomorf cu corpul {\displaystyle \mathbb {Q} } al numerelor raționale. Un corp finit prim este izomorf cu corpul {\displaystyle \mathbb {Z} /p\mathbb {Z} } pentru un anumit număr prim p. 
În general, orice corp K conține un corp prim, care este cel mai mic dintre subcorpurile sale și care se numește corpul prim al lui K sau subcorpul prim al lui K. Subcorpul prim al lui K îl conține în mod necesar pe 1K, prin urmare și pe multiplii săi întregi ℤ•1K. Dacă caracteristica este zero, este un corp izomorf cu {\displaystyle \mathbb {Q} } (corpul fracțiilor din {\displaystyle \mathbb {Z} }); dacă caracteristica este un număr prim p, este un corp izomorf cu {\displaystyle \mathbb {Z} /p\mathbb {Z} } și de obicei se identifică acest subcorp prim fie cu {\displaystyle \mathbb {Q} }, fie cu {\displaystyle \mathbb {Z} /p\mathbb {Z} }.

## Corp finit
Acestea sunt corpuri al căror număr de elemente este finit. Mica teoremă a lui Wedderburn arată că acestea sunt în mod necesar comutative. De asemenea, se poate demonstra că numărul de elemente ale unui astfel de corp este întotdeauna o putere a unui număr prim. De fapt, este posibil să se enumere toate corpurile finite, până la izomorfism.
| × | 0 | 1 |
| 0 | 0 | 0 |
| 1 | 0 | 1 |

| + | 0 | 1 |
| 0 | 0 | 1 |
| 1 | 1 | 0 |

Cel mai mic corp finit este cel al mărimilor booleene, dintre care aici se prezintă tabela de adunare (corespunzătoare lui sau exclusiv) și tabela de înmulțire (corespunzătoare funcției și).
Cele mai elementare exemple de corpuri finite sunt corpurile de congruențe modulo un număr prim ca în cazul de mai sus, dar există un număr infinit de altele: până la izomorfism, câte unul pentru fiecare putere a unui număr prim.

## Corp și inel
Ansamblul {\displaystyle (\mathbb {Z} ,+,\times )} nu este un corp deoarece majoritatea elementelor nenule ale lui {\displaystyle \mathbb {Z} } nu sunt inversabile: de exemplu, nu există un întreg n astfel încât 2n = 1, prin urmare, 2 nu este inversabil.
Un inel comutativ este o mulțime A care, la fel ca {\displaystyle \mathbb {Z} }, este prevăzută cu două legi + și × care verifică următoarele axiome:
- (A, +) formează un grup abelian al cărui element neutru este notat cu 0;
- (A\{0}, ×) formează un monoid comutativ;
- înmulțirea este distributivă în raport cu adunarea (la stânga și dreapta).

Un inel comutativ A este un domeniu de integritate dacă:
{\displaystyle \forall (a,b)\in A^{2},\quad ab=0\Rightarrow (a=0{\hbox{ sau }}b=0)}.
Orice corp comutativ este un domeniu de integritate, iar orice domeniu de integritate finit este un corp comutativ. Următoarea teoremă tratează cazul inelelor infinite:
Dacă un inel comutativ A este un domeniu de integritate, îl putem scufunda în corpul său de fracții, care este cel mai mic corp care conține inelul.
Exemplu: {\displaystyle \mathbb {Q} } este corpul fracțiilor lui {\displaystyle \mathbb {Z} .}
Un inel comutativ A este un corp dacă și numai dacă este simplu, adică nu este un inel nul și nu are ideale netriviale.

## Corp și spațiu vectorial
Pornind de la corpul {\displaystyle \mathbb {R} }, este firesc interesul pentru {\displaystyle \mathbb {R} ^{n}}, mulțimea tuplurilor de numere reale. Se cere dotarea cu o adunare și o înmulțire cu un număr real. Structura astfel definită (o adunare internă care oferă întregului o structură de grup și o înmulțire externă având proprietăți de distributivitate și asociativitate) se numește spațiu vectorial pe {\displaystyle \mathbb {R} }. Definiția unui spațiu vectorial pe orice corp comutativ K se obține firesc.

## Corp și ecuație algebrică
Studiul inelelor de polinoame⁠(d) cu coeficienți într-un corp comutativ și căutarea rădăcinilor lor au dezvoltat considerabil noțiunea de corp. Dacă {\displaystyle f} este un polinom de gradul n peste un corp comutativ K, ecuația {\displaystyle f(x)=0} este o ecuație algebrică în K. Dacă, în plus, {\displaystyle f} este un polinom ireductibil, se spune că ecuația este ireductibilă. Când n ≥ 2, găsirea soluțiilor unei astfel de ecuații necesită plasarea într-un corp mai mare decât K, o extindere a corpului.
De exemplu, ecuația {\displaystyle x^{2}-2=0} este ireductibilă în {\displaystyle \mathbb {Q} ,} dar are rădăcini în {\displaystyle \mathbb {R} } sau, mai exact, în {\displaystyle \mathbb {Q} [{\sqrt {2}}].} Ecuația {\displaystyle x^{2}+1=0} nu are soluții în {\displaystyle \mathbb {R} ,} dar are în {\displaystyle \mathbb {C} } sau, mai exact, în {\displaystyle \mathbb {Q} [i].}
Corpul de descompunere⁠(d) al lui {\displaystyle f} este cel mai mic corp care îl conține pe K precum și toate rădăcinile lui {\displaystyle f}.
Studiul corpurilor de descompunere ale unui polinom și al grupului de permutări al rădăcinilor sale formează teoria lui Galois.

## Proprietăți
Fie {\displaystyle (K,+,\times )} un corp comutativ.
- Orice polinom de gradul n ≥ 0 admite cel mult n rădăcini⁠(d) în K.
- Orice subgrup finit din {\displaystyle (K^{*},\times )} (unde {\displaystyle ^{*}} indică gradul unui polinom) este un grup ciclic⁠(d).